# Saratov
Saratov (en russe : Саратов) est une ville de l'Ouest de la Russie, capitale administrative de l'oblast de Saratov. Elle est située à 726 km au sud-est de Moscou, sur la rive droite (rive ouest) de la Volga (réservoir de Volgograd). Saratov est un nœud ferroviaire et routier important, elle possède un port fluvial et un aéroport international. Sa population s'élevait à 843 460 habitants en 2016 et en faisait d'elle la 16e ville de Russie. Elle forme avec Engels et d'autres villes une agglomération de 1,19 million d'habitants en 2005. En janvier 2022, sa superficie est multipliée par cinq, faisant d'elle la deuxième ville de Russie pour l'étendue.
Saratov est un centre industriel important et diversifié, et le siège de nombreuses institutions culturelles et pédagogiques, dont une Alliance française.

## Géographie

### Situation et environnement

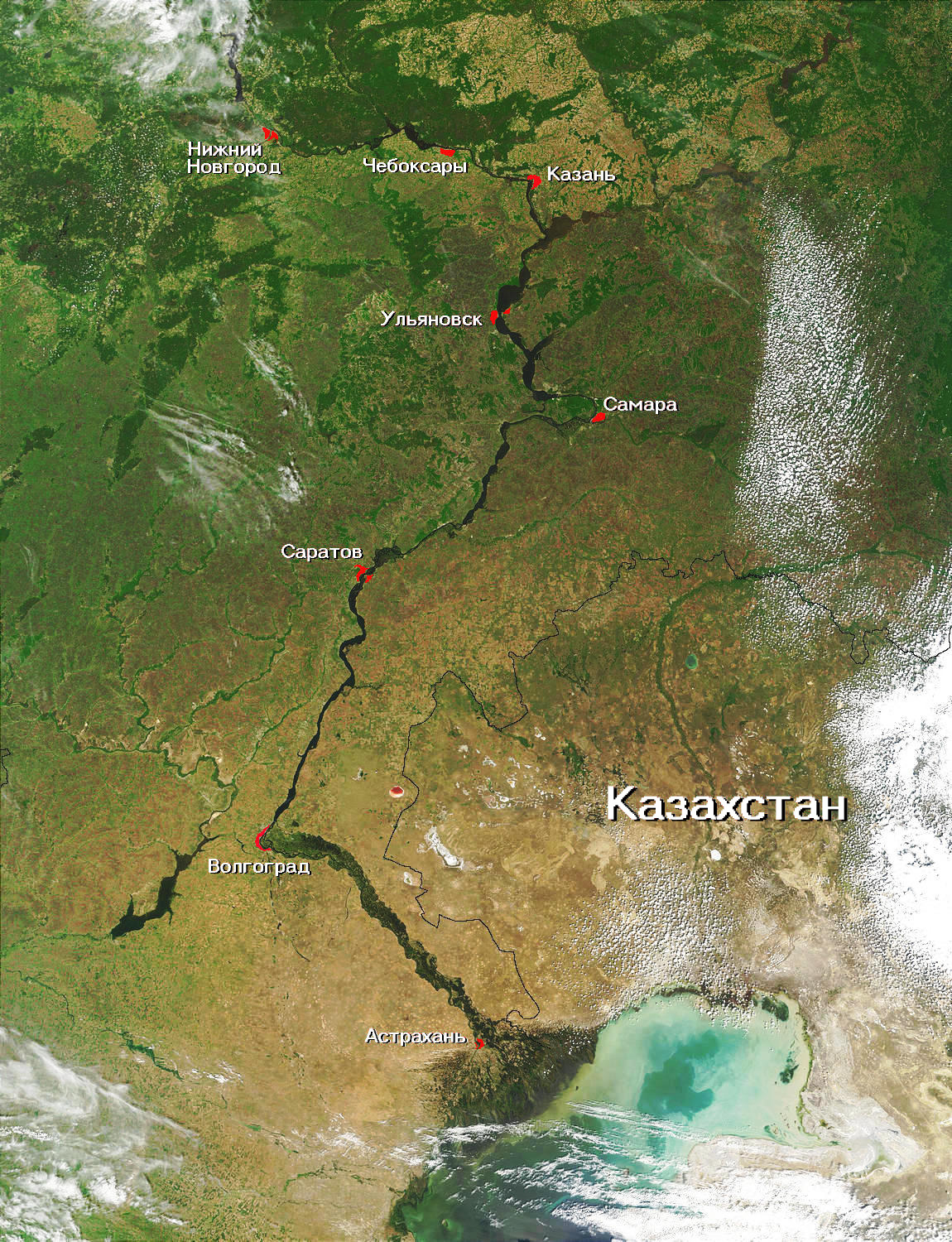
Situation géographique de la ville sur une photographie satellite.

Saratov est située en Russie européenne, à 332 km au nord-nord-est de Volgograd, à 336 km à l'ouest-sud-ouest de Samara et à 726 km au sud-est de Moscou.
La ville s'étend sur 34 km le long de la Volga et est entourée sur trois côtés par des collines assez élevées (jusqu'à 250 m) : elles portent localement le nom de montagnes Sokolovaïa, Lyssaïa, Lapotina, Altynnaïa et Ouvek. Les parties centrale et ouest de la ville se trouvent entre 50 et 80 m au-dessous du niveau de la mer. Les arrondissements du nord à +100-140 m et ceux de l'ouest à +120-200 m.
La végétation de la région de Saratov est essentiellement de la steppe parsemée de diverses herbes. Les forêts recouvrent les flancs des collines. Le sol est composé d'une terre noire très fertile appelée le tchernoziom.

### Climat
- Température moyenne : 5,8 °C
- Vitesse moyenne du vent : 3,3 m/s
- Humidité moyenne de l'air : 69 %

| Mois                                       | Janv | Fév | Mars | Avr | Mai | Juin | Juil | Août | Sept | Oct | Nov | Déc | Année |
| ------------------------------------------ | ---- | --- | ---- | --- | --- | ---- | ---- | ---- | ---- | --- | --- | --- | ----- |
| Températures maximales enregistrées (°C)   | 8    | 8   | 18   | 31  | 34  | 39   | 41   | 41   | 35   | 26  | 16  | 12  | 41    |
| Températures maximales moyennes (°C)       | -7   | -6  | 0    | 13  | 22  | 26   | 28   | 27   | 20   | 10  | 1   | -4  | 11    |
| Températures moyennes (°C)                 | -10  | -10 | -4   | 7   | 15  | 19   | 21   | 20   | 14   | 5   | -1  | -7  | 6     |
| Températures minimales moyennes (°C)       | -14  | -13 | -7   | 3   | 10  | 15   | 17   | 15   | 10   | 3   | -4  | -10 | 2     |
| Températures minimales enregistrées (°C)   | -37  | -35 | -27  | -18 | -4  | 2    | 6    | 4    | -4   | -13 | -24 | -33 | -37   |
| Moyennes mensuelles de précipitations (mm) | 40   | 28  | 28   | 24  | 41  | 43   | 47   | 46   | 38   | 34  | 57  | 39  | 465   |

## Histoire

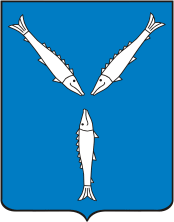
Armoiries (1781)

### Hypothèses
Certains savants (Zamïatine, Krasnodoubovskiï) supposent qu'à la place de Saratov se trouvait la ville légendaire hellénique de Gélon, détruite par Darius Ier en -512.
Selon une de ces versions, Saratov apparut entre 1584 et 1589 à la place de la vieille ville, un peu au sud de l'actuelle ville d'Engels, sur la rive gauche de la Volga, à l'embouchure de la rivière Saratovka. Selon une autre version, plus probable, la ville apparut en 1590 comme forteresse pour protéger les passages de la Volga. Cette dernière date est retenue comme date de fondation de la ville. Elle fut alors bâtie sur la rive droite, mais le site exact n'est pas attesté avec certitude. La ville brûla en 1613 et fut reconstruite sur la rive gauche du fleuve, à l'embouchure de la rivière Saratovka, en 1616-1617.

### Fondation de la ville
Après l'avancée des armées russes sur le khanat de Kazan en 1552 et sur le khanat d'Astrakhan en 1556, le royaume russe reçut un large territoire, nommé depuis le territoire de la Volga (Povolia en russe). Au temps du tsar Fiodor Ier, on décida de construire sur la Volga de nouvelles villes-forteresses. On construisit donc la forteresse de Samara pendant l'été 1596 et pendant celui de 1589, la forteresse de Tsaritsyne, l'actuelle Volgograd. L'emplacement de Saratov était intentionnellement à mi-chemin entre Samara et Tsaritsyne, sur la rive droite de la Volga, à l'embouchure de la rivière Goussiolki, entre le village de Pristannoïe et Saratov.
La ville de Saratov fut construite en 1590 par le prince russe Grigori Zassekine et le boyard Tourov. Ainsi, durant l'été 1589, tous les bâtiments de la future ville furent construits sur des collines riches en forêts. Au printemps 1590, on les démonta, on marqua les rondins, on transporta les différents éléments des bâtiments par bateau, jusqu'au nouveau site de construction, et on les assembla ensuite à l'endroit choisi. Ceci permit d'accomplir la construction en seulement quelques semaines.
Selon certains historiens, l'appellation de « Saratov » vient des deux mots Köktürks : сары (lu : sary) qui signifie « jaune » et « тау » (prononcé « taou ») qui signifie « la montagne ». Le plus probable est que le nom de la ville vient de la montagne aujourd'hui appelée la montagne Sokolovaïa. De teinte jaune, elle s'élève aux alentours et en son temps servait de point d'orientation pour tous les navigateurs de la Volga.

### Le Saratov initial
Le chef de l'armée locale était à la tête de la ville. Ce fut d'abord le prince Grigori Zassekine et son adjoint à la tête des arquebusiers, Fïodor Tourov. La population de la ville était composée principalement de soldats. Ils servaient de gardes et surveillaient les déplacements des Nogaïs. Les arquebusiers s'occupaient de la protection des voies commerciales de la Volga et de l'accompagnement des caravanes commerciales.
Lorsqu'ils étaient libérés du service de guerre, les habitants s'occupaient de labourer la terre, de soigner leurs jardins potagers, de chasser et de pêcher, ainsi que d'élever les animaux de leur ferme. Dans la ville se développaient activement commerce et artisanat.

### Le Saratov de la rive gauche
D'après les documents, on sait que durant l'hiver 1613-1614 la ville subit un incendie soit à cause d'imprudences, soit en raison d'une attaque de bandits tentant de s'emparer de la ville. Saratov, construit en bois, brûla entièrement et l'on compta des pertes humaines et matérielles importantes. Beaucoup de gens périrent et les chevaux ne purent être sauvés. Près de 200 personnes, sauvées de l'incendie, parvinrent à la forteresse de Samara et rapportèrent au chef militaire de cette enceinte ce qui s'était passé.
Après la destruction par le feu du Saratov de la rive droite, la ville fut reconstruite sur la rive de la Volga où se trouvaient des prés — sur la rive gauche, un peu plus au nord de la ville contemporaine d'Engels. Elle fut implantée à l'embouchure d'une petite rivière appelée par la suite Saratovka. La ville occupait alors un espace d'environ 15-17 hectares et sa population s'élevait à 1 500-2 000 personnes.

### Le transfert de Saratov sur la rive droite
En hiver 1674, selon le décret du tsar Alexis Ier, la ville fut transférée de la rive gauche à la rive droite. On choisit un site au bord d'un grand ravin et tout près de la Volga — dans la ville contemporaine, c'est la partie située autour de l'église de la Trinité.
En 1708, Saratov fut rattachée au gouvernement de Kazan, puis à celui d'Astrakhan en 1718, avant de revenir dans celui de Kazan en 1739. En 1780, la ville devint le chef-lieu du nouveau district de Saratov, décision annulée en 1796 avec le rattachement au gouvernement de Penza. En 1797, la ville devint le chef-lieu du nouveau gouvernement de Saratov. En 1797, « la gestion saline » fut instituée à Saratov, qui devint dès lors une ville industrielle et commerciale importante, une étape majeure des routes fluviales et terrestres et une ville de commerce pour le poisson, les céréales et le sel (XVIIIe siècle et première moitié du XIXe siècle).
Le chemin de fer entre Tambov et Saratov fut construit en 1870, reliant la ville avec Moscou et Saint-Pétersbourg. Les industries commencèrent alors à croître rapidement et la ville devint en Russie l'une des villes industrielles et commerciales les plus importantes. On y faisait surtout le commerce de céréales et de farine, à l'instar de Novgorod et Samara.
De 1928 à 1932, Saratov se hissa au rang de première ville de la Basse Volga, devenant le centre administratif du district à partir de 1934, avant de devenir en 1936 la capitale administrative de son propre oblast. Le développement frénétique de la ville eut lieu à partir de 1941, première année de la Grande Guerre patriotique (1941-1945), quand y furent évacuées des usines et des écoles militaires de la partie occidentale de l'Union soviétique.

### Saratov contemporain

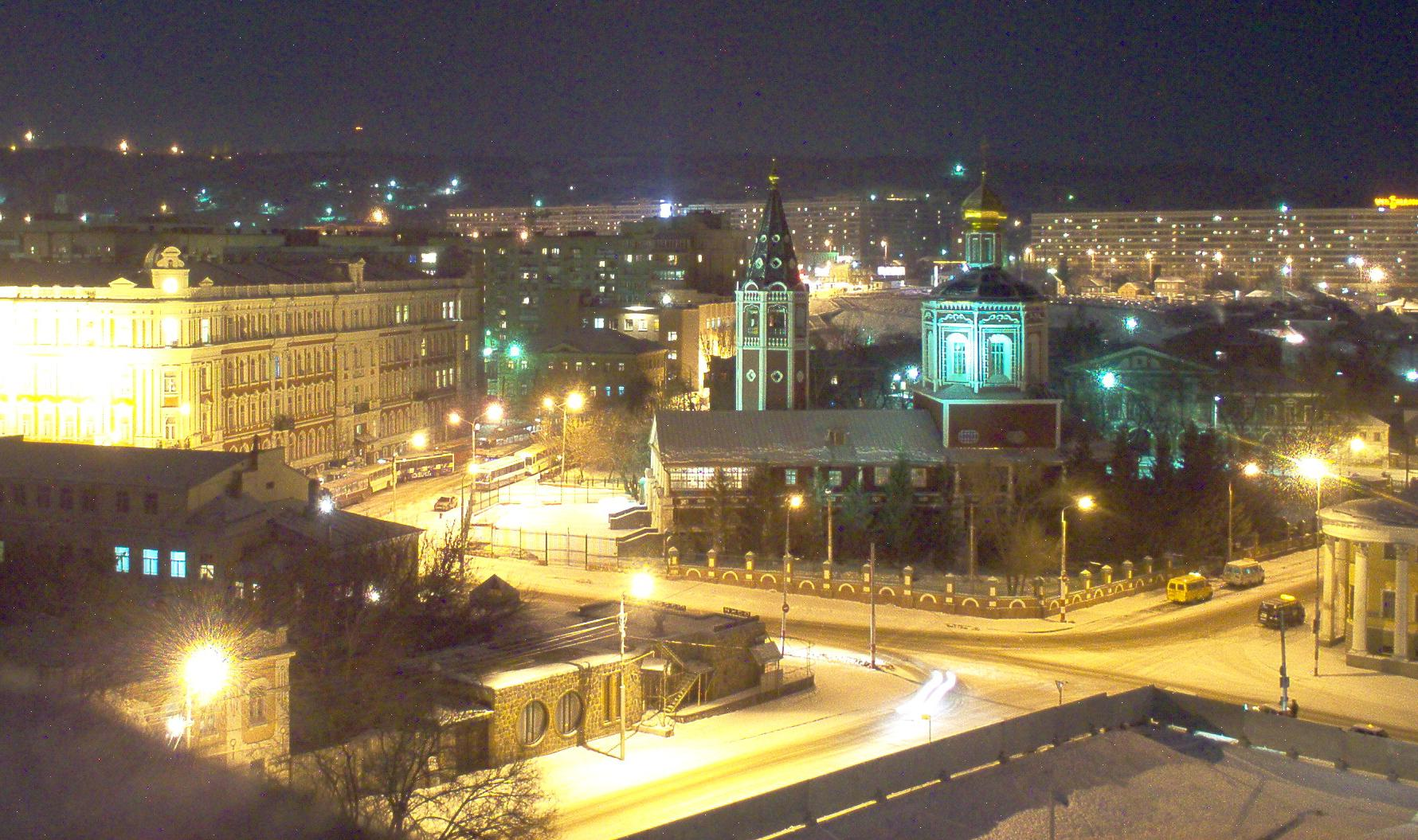
Saratov de nuit.

Saratov est aujourd'hui une ville industrielle, riche d'un passé culturel important et d'établissements d'enseignement renommés.
Dans le centre historique, on trouve les administrations de la ville et de l'oblast (complexe de bâtiments construits à la fin du XIXe siècle, début du XXe siècle), des théâtres et des salles de spectacle (le théâtre pour opéras et ballets (1875), le théâtre dramatique (1967), le théâtre pour les enfants, le conservatoire (1912), le cirque, et la salle de concerts philharmoniques), des musées (A.N. Radichtchev (1885), K.A. Fédine (bâtiment du début du XVIIIe siècle), l'hôtel particulier de Nikolaï Tchernychevsky (début du XIXe siècle).
Saratov se trouve être en Russie une ville universitaire renommée, surtout dans le domaine de la recherche scientifique. En dehors de l'une des plus vieilles universités de Russie, on trouve à Saratov la SGU (СГУ) et dix autres universités.
Des usines automobiles, ainsi que des raffineries pétrolières et des usines chimiques s'y sont aussi développées.
Saratov était une ville fermée à l'époque de l'URSS (jusqu'en 1990, il était impossible aux étrangers d'accéder à la ville), car des industries importantes dans le domaine militaire, en particulier l'usine d'aviation de Saratov qui fabriquait des avions militaires et civils y étaient situées. Beaucoup d'usines de Saratov exécutaient même les commandes du programme spatial soviétique.
Après le manifeste de Catherine II du 22 juillet 1763, Saratov et sa région devinrent pendant longtemps une terre d'immigration pour les paysans venus d'Allemagne, appelés dès lors les Allemands de la Volga. Ils étaient près de 800 000 au début du XXe siècle. Pendant la Seconde Guerre mondiale, beaucoup d'entre eux ont été déportés vers la Sibérie ou vers le Kazakhstan. Certains sont revenus par la suite dans la région de Saratov, mais la majorité émigra en Allemagne dans les années 1990. Ainsi l'église catholique Saint-Clément dans la rue allemande (église à présent transformée en salle de cinéma) rappelle aujourd'hui le Saratov d'autrefois. Du reste, l'évêque catholique actuel de Saratov, Mgr Pickel est allemand.

## Politique et administration

### Arrondissements de la ville
- Arrondissement Oktiabrski (d'Octobre)
- Arrondissement Voljski (de la Volga)
- Arrondissement Kirovski (de Kirov)[3]
- Arrondissement Leninski (de Lénine)
- Arrondissement Zavodsko (Industriel)
- Arrondissement Frounzenski (de Frounzé)

### Jumelages
- Chapel Hill (États-Unis) depuis 1992
- Carrboro (États-Unis) depuis 1992
- Taiyuan (Chine) depuis 1994
- Dobritch (Bulgarie) depuis 1996
- Kazan (Russie) depuis 1999
- Łódź (Pologne) depuis 2004
- Volgograd (Russie) depuis 2004
- Shaoyang (Chine) depuis 2004
- Province de Catanzaro (Italie) depuis 2004
- Dallas (États-Unis) depuis 2004

## Population et société

### Démographie
Recensements (*) ou estimations de la population  :
| 1700  | 1811   | 1847   | 1856   | 1870   | 1880    | 1897*   | 1916    |
| ----- | ------ | ------ | ------ | ------ | ------- | ------- | ------- |
| 2 000 | 27 000 | 52 300 | 61 600 | 86 000 | 114 900 | 137 147 | 231 800 |

| 1926*   | 1931    | 1939*   | 1959*   | 1970*   | 1979*   | 1989*   | 2002*   |
| ------- | ------- | ------- | ------- | ------- | ------- | ------- | ------- |
| 211 756 | 277 500 | 372 002 | 584 092 | 757 330 | 855 702 | 904 643 | 873 055 |

| 2006    | 2010*   | 2012    | 2013    | 2014    | 2015    | 2016    | - |
| ------- | ------- | ------- | ------- | ------- | ------- | ------- | - |
| 850 086 | 837 900 | 836 892 | 839 755 | 840 785 | 842 097 | 843 460 | - |

### Enseignement

#### Collèges et lycées
- Collège-Lycée Gymnase n° 2
- Lycée Euro-oriental
- Collège N° 1
- Collège N° 3
- Collège N° 4
- Collège N° 5
- Collège N° 87
- Lycée littéraire et économique
- Lycée N° 37
- Lycée N° 62
- Lycée-internat des sciences naturelles (rattaché à l'université agraire)
- Lycée mathématiques et informatique
- Lycée des sciences appliquées
- Lycée physico-technique N° 1

#### Universités

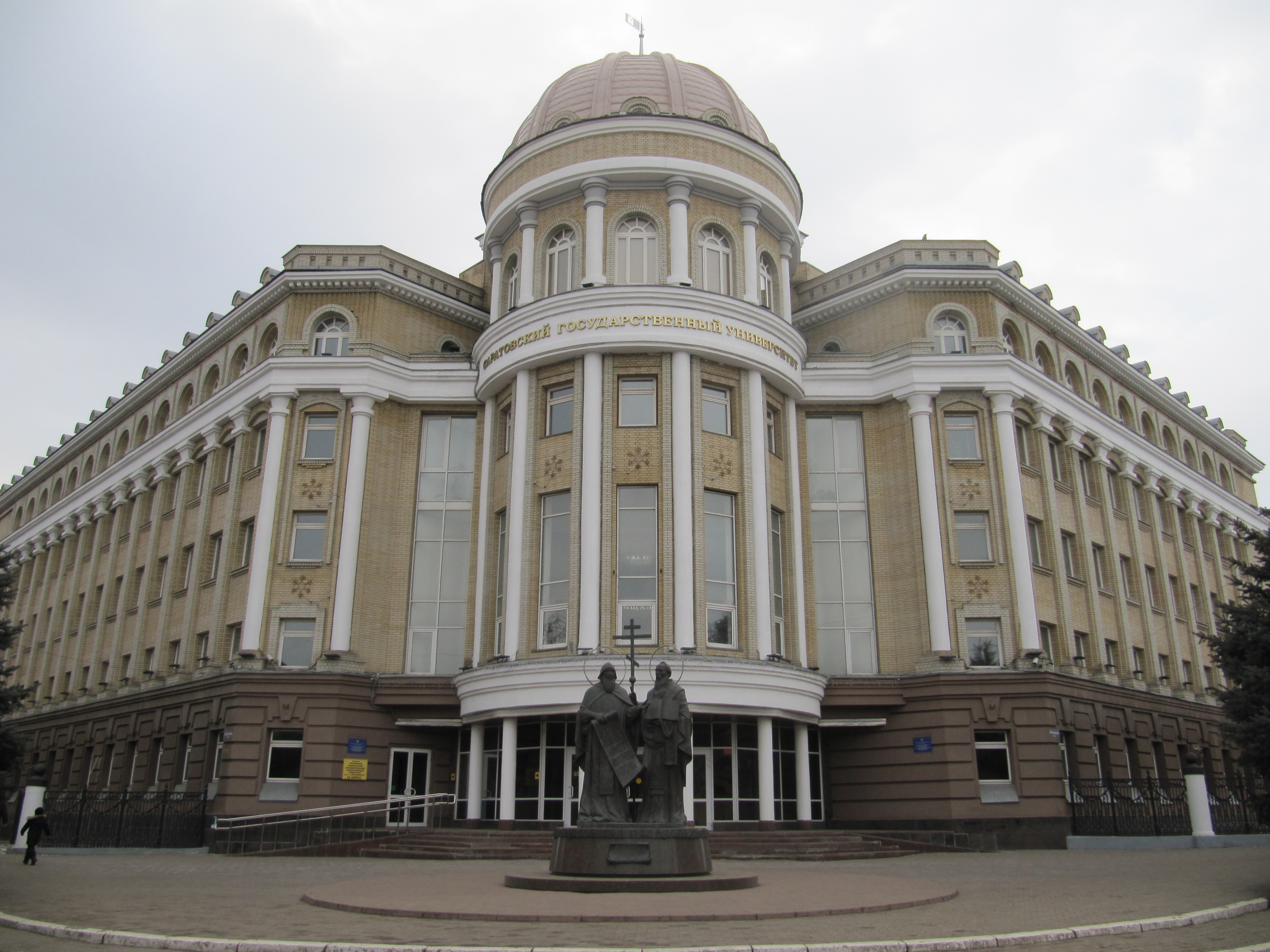
Corpus X de l'université de Saratov.

- Université d'État de Saratov (SGU - СГУ)
- Université agraire nationale de Saratov
- Université nationale de médecine de Saratov
- Université nationale technique de Saratov
- Université nationale de socio-économie de Saratov
- Conservatoire national de Saratov, Sobinov
- Académie nationale de Droit de Saratov

### Sports
La ville abrite le club de football du Sokol Saratov, qui a notamment évolué en première division russe en 2001 et 2002.

## Économie
Saratov est un centre industriel important de la région de la Volga. Parmi les principales sociétés industrielles de la ville :
- Usine d'aviation de Saratov,
- la base aérienne Engels-2 avec son musée aérien,
- Usine de roulements automobiles.

## Transports

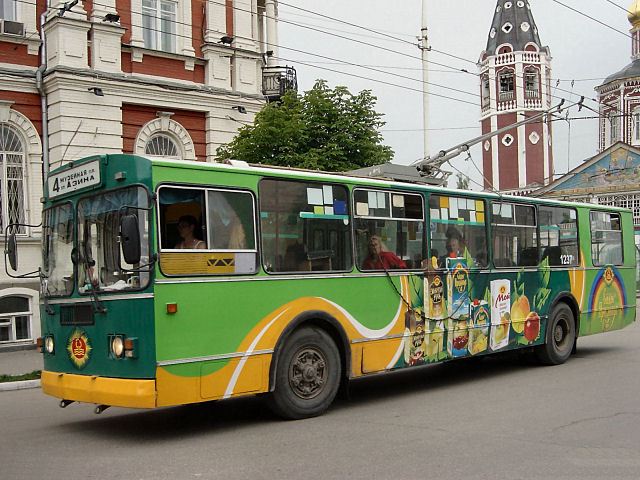
Trolleybus de Saratov.

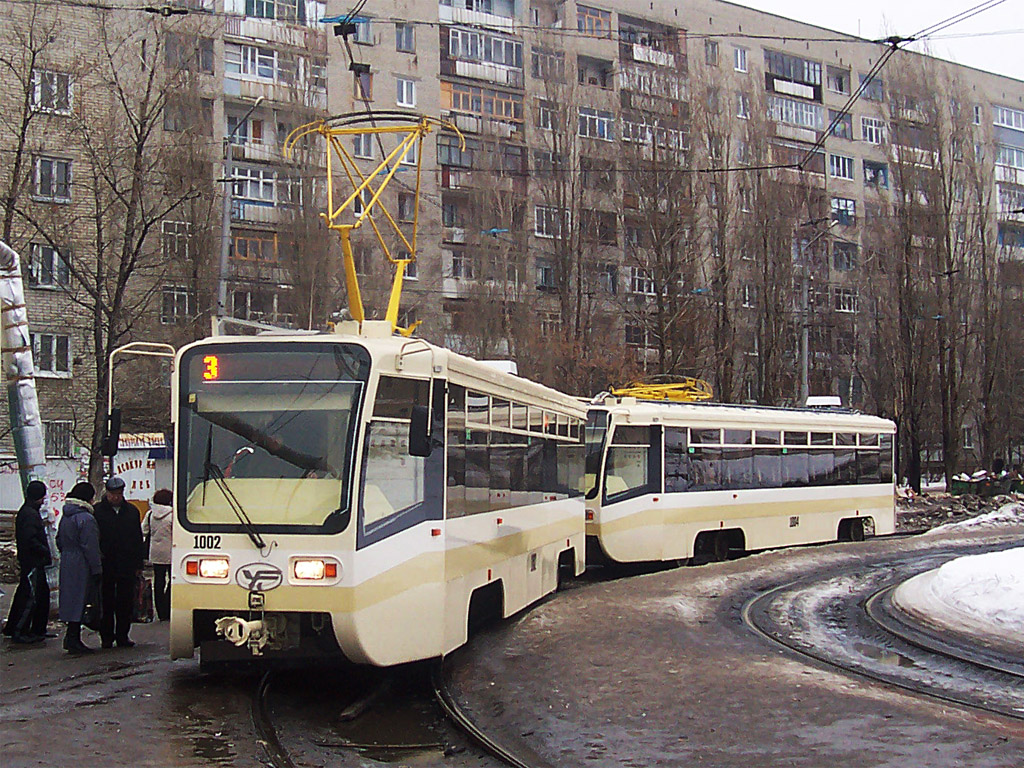
Tramway.

Il y a à Saratov tous les moyens de transport contemporains essentiels, excepté le métro (le projet de construction du métropolitain de Saratov est périodiquement discuté par le conseil municipal mais n'a pas, pour l'instant, abouti à une réalisation pratique).
Des trolleybus, des tramways et de nombreuses lignes de bus sont en service dans la ville.
Après 1995, on a vu l'apparition de nombreux minibus, surnommés Marchroutki, établissant la liaison des points stratégiques de la ville. De nos jours, ces minibus constituent un réseau couvrant l'ensemble de la ville.
Le plan des rues dans la partie centrale de la ville est régulier, mais les vieilles rues sont étroites et les routes sont mauvaises. Le problème du revêtement de la route est le même pour les artères principales de Saratov, ce qui limite le transit et donne du fil à retordre aux automobilistes pour sortir de la ville.
Pour les liaisons entre les villes de la Fédération ainsi que pour les déplacements internationaux, il y a dans la ville :
- la gare des chemins de fer ;
- l'aéroport ;
- la gare fluviale ;
- la gare routière.

## Culture locale et patrimoine

### Musées de Saratov
- Musée d'art Radichtchev

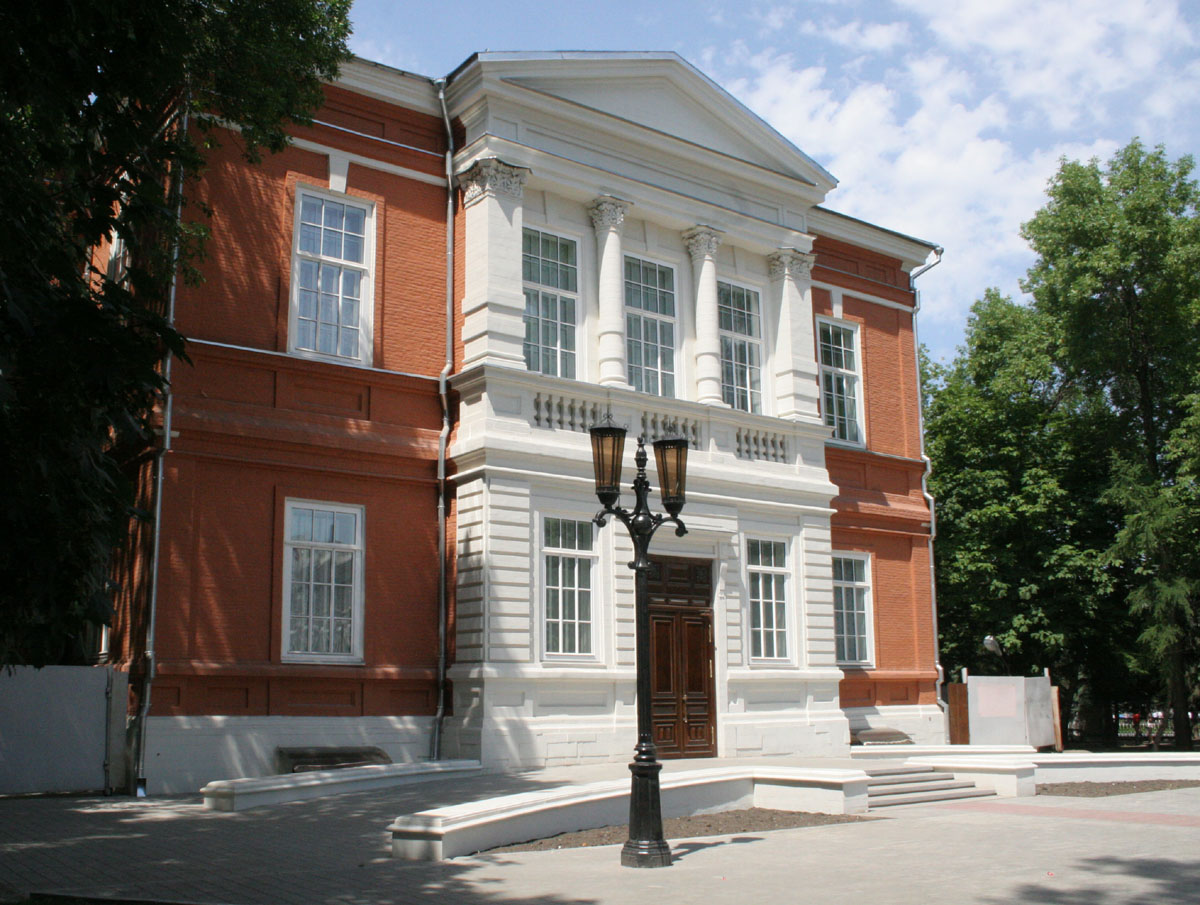
Façade du Musée Radichtchev

- Musée régional de Saratov, Kravedtcheskiï
- Maison-musée de N.G. Tchernychevsky
- Maison-musée de B.E. Borissov-Moussatov
- Maison-musée de P.V. Kouznetsov

### Théâtres, conservatoire, école philharmonique

Le conservatoire de Saratov, classé.

Saratov est une ville de théâtres. Le premier théâtre paysan, appartenant au marchand Gladkov, apparu à Saratov dès 1803.
En 1810, un théâtre fut construit sur la place Khlebnoï de Saratov (actuellement la place du Théâtre) à la demande du gouverneur A.D. Pantchoulidzev. Des pièces comme « L'Inspecteur général » de Nicolas Gogol furent jouées sur la scène de ce théâtre. Mais le théâtre, construit en bois, brûla en 1859 et le nouveau théâtre ne fut reconstruit à ce même emplacement qu'en 1864. Celui-ci était un grand théâtre en pierre de trois étages pouvant accueillir 1 200 personnes. Il reçut le nom de « Théâtre Municipal » (en russe : Городской театр, Gorodskoï teatr'), c'est aujourd'hui le Théâtre d'opéra et de ballet de Saratov, réaménagé en 1959-1961 et restauré en 2020.

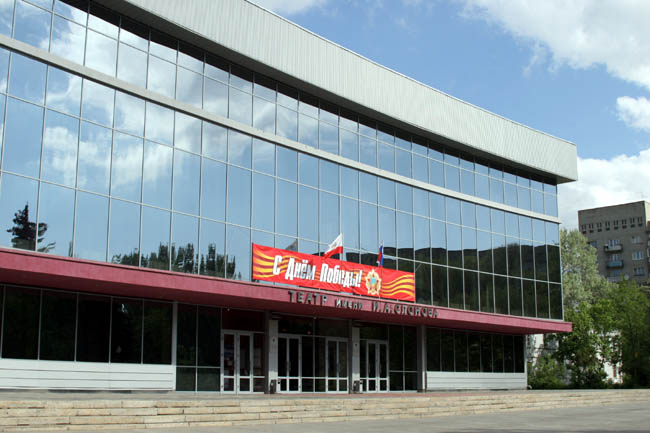
Théâtre dramatique de Saratov

Cependant, la vie théâtrale ne s'arrêta pas car, dès le 26 décembre 1859, la troupe de théâtre se déplaça vers le local d'été du théâtre qui se trouvait alors hors de la ville (actuellement se trouve à cet endroit le Théâtre dramatique de Saratov).
Après la construction du théâtre municipal, les spectacles continuèrent à être présentés aux deux endroits. La troupe dramatique jouait dans le théâtre d'été portant le nom de « Théâtre traditionnel », tandis que les drames et les opéras étaient montés au Théâtre municipal, qui accueillait aussi l'opérette de Saratov.
Ainsi, l'histoire du théâtre dramatique de Saratov et celle du théâtre pour opéras et ballets commencent à la même date : 1803. Du coup, durant la saison 2007-2008, les deux théâtres fêtaient leur 205e saison de représentations.
À la fin du XIXe siècle, début du XXe siècle, des personnalités célèbres comme N.H. Pybanov, N.H. Miloslavski, A.O. Bantychev, ou encore A.F. Gousseva, ont joué sur la scène de ces théâtres. Durant trois saisons (1897-1900) Vassili Katchalov brilla sur la scène de Saratov.
En 2008, on ne comptait pas moins de 10 théâtres (voir ci-dessous la section « Théâtres ») à Saratov.
Le conservatoire de Saratov a été fondé en 1912, c'est le troisième de Russie, chronologiquement, après ceux de Saint-Pétersbourg et de Moscou.

### Cinémas de Saratov
- Pionner (Пионер)

Saratov Саратов
Temp Темп
Pobeda Победа 
Cinemapark Синема парк

### Sites touristiques

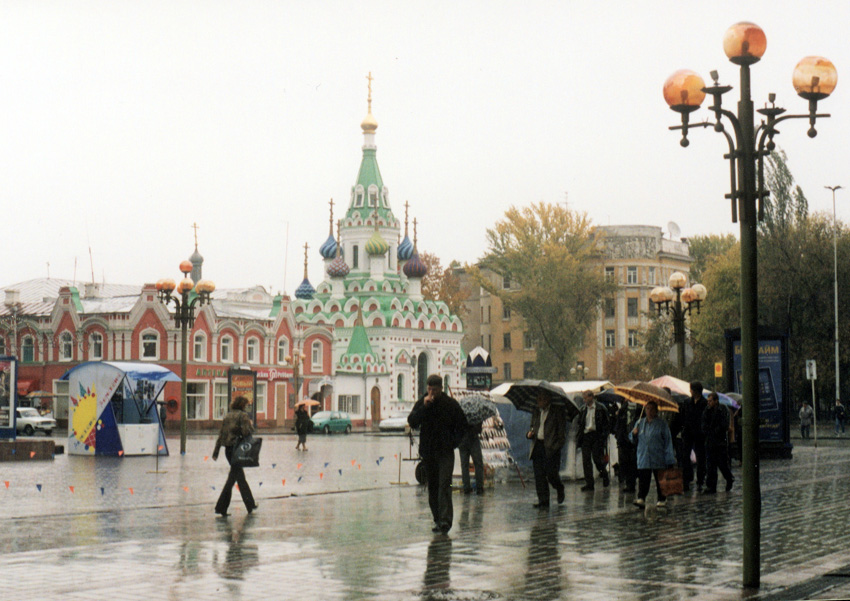
L'église "Outoli mohi Petchali"

- Le « Parc de la victoire » (en russe : Парк Победы, prononcé parc pabiédy; complexe mémorial sur la montagne Sokolovoï, où se trouvent :
  - le Musée des techniques de guerre (à ciel ouvert)
  - Le monument aux morts dédié aux soldats de Saratov du temps de la Seconde Guerre mondiale appelé Jouravli
  - Le Musée « Village national » (en russe : Национальная Деревня, prononcé Natsionalnaïa diérevnïa) (à ciel ouvert)
- La rue allemande appelée « Avenue Kirov » (en russe : Проспект Кирова, prononcé Prospièkt Kirova)
- Le Conservatoire d'État de Saratov, L.V. Sobinov
- Le jardin Lipki
- L'église de la Sainte-Trinité (Troïtskiï) (sur la place du musée)
- L'église « Outoli mohi Petchali » (en français : Calme nos soucis)
- La cathédrale catholique Saint-Pierre-et-Saint-Paul
- Le pont autoroutier enjambant la Volga et reliant Saratov à Engels (pont de Saratov)
- Le Quai des cosmonautes

Et aussi :
- La Place de l'atterrissage du premier cosmonaute du monde, Youri Gagarine, à 16 km au sud de la ville d'Engels
- Les restes de la vieille ville d'Ouvek, centre important de la Horde d'or, au sud de Saratov
- Le premier cirque en Russie, le cirque des frères Nikitine (en russe : Цирк братьев Никитиных, prononcé Tsirk bratief nikitinykh)

### Théâtres

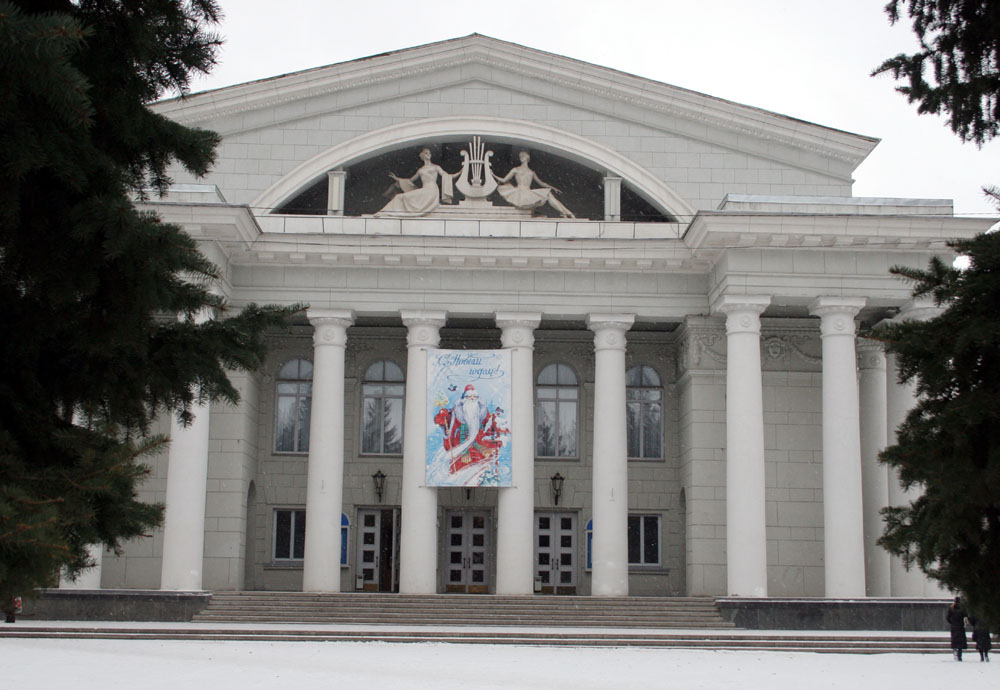
Théâtre d'opéra et de ballet de Saratov.

- Théâtre militaire de la Révolution (1917—1918)
- Théâtre académique pour opéras et ballets de Saratov
- Théâtre académique national pour drames « I.A. Slonov »
- Théâtre académique pour enfants « Y.P. Kisselov »
- Théâtre de marionnettes de Saratov « Teremok »
- Théâtre régional pour opérettes de Saratov[6]
- Théâtre de la Comédie Russe
- Nouveau théâtre municipal dramatique « Versiya »
- Théâtre « Balagantchik »
- Théâtre de magie « Samokat »

### Bibliothèques
- Bibliothèque scientifique de l'Université d'État de Saratov (SGU — СГУ) « V. A. Artissevitch »

### Musées
- Musée National de Youri Gagarine

- Musée du verre

façade du musée Radichtchev

- Musée national des Arts de Saratov « A.N. Radichtchev »[7]
- Musée régional de la Géographie de Saratov
- Musée ethnographique de Saratov
- Musée Nikolaï Tchernychevski
- Musée national Konstantin Fedine au no 154 rue Tchernychevski[8]
- Musée et propriété de Victor Borissov-Moussatov
- Musée et propriété de Pavel Kouznetsov

## Personnalités liées à Saratov

### Gouverneurs de Saratov
1. Polivanov, Ivan Ignatievitch (1781 — 1786)
2. Nefediev, Ilia Gavrilovitch (1786 — 1795)
3. Lanskoï, Vassiliï Sergeïevitch (1795 — 1802)
4. Beliakov, Piotr Oulianovitch (1802 — 1807)
5. Pantchoulidzev, Alexeï Davydovitch (1808 — 1826)
6. Golitsyne, Alexeï Borissovitch (1826 — 1830)
7. Roslavets, Viktor Yavlievitch (1830 — 1831)
8. Pereversev, Fiodor Loukitch (1831 — 1835)
9. Stepanov, Alexeï Petrovitch (1835 — 1837)
10. Bibikov, Illarion Mikhaïlovitch (1837 — 1839)
11. Vlassov, Dmitri Yakovlievitch (1839 — 1841)
12. Fadeiev, Andreï Mikhaïlovitch (1841 — 1846)
13. Kojevnikov, Matveï Lvovitch (1846 — 1854)
14. Ignatiev, Alexeï Dmitrievitch (1854 — 1861)
15. Baranovski, Egor Ivanovitch (1861 — 1862)
16. Mouraviev, Nikolaï Mikhaïlovitch (1862 -1863)
17. Chtcherbatov, Vladimir Alexeïevitch (1863 — 1869)
18. Gagarine, Sergeï Pavlovitch (1869 — 1870)
19. Galkine-Braski, Mikhaïl Nikolaïevitch (1870 — 1879)
20. Timiriasev, Fïodor Ivanovitch (1879 — 1881)
21. Zoubov, Alexeï Alexeïevitch (1881 — 1887)
22. Kossitch, Andreï Ivanovitch (1887 — 1891)
23. Mecherski, Boris Borissovitch (1891 — 1901)
24. Engelhardt, Alexandre Platonovitch (1901 — 1903)
25. Stolypine, Piotr Arkadiévitch (1903 — 1906)
26. Tatichtchev, Sergueï Sergueïevitch (1906 — 1910)
27. Stremohoukhov, Piotr Petrovitch (1911 — 1913)
28. Chirinskiï-Chikhmatov, Andreï Alexandrovitch (1913 — 1915)
29. Tverskoï, Sergueï Dmitrievitch (1915 — 1917)
30. Ayatskov, Dmitri Fiodorovitch (1996 — 2005)
31. Ipatov, Pavel Leonidovitch (depuis 2005)

### Révolutionnaires
- Vladimir Antonov-Satatovskiï
- Iemelian Pougatchev
- Stenka Razine
- Edouard Limonov
- Tikhon Khvessine

### Hommes politiques

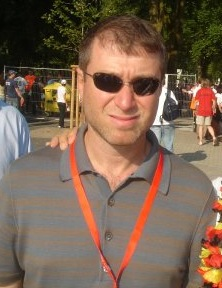
Roman Abramovitch

- Roman Abramovitch
- Boris Gromov
- Lyoubov' Sliska

### Savants, docteurs
- Antonov, Oleg Konstantinovitch
- Bardine, Ivan Pavlovitch
- Bykov, Youri Sergueïevitch
- Bakhmetïev, Porfiriï Ivanovitch
- Bellyarminov, Léonide Gueorguiïevitch
- Blinov, Fiodor Abramovitch
- Nikolai Vavilov
- Zinine, Nikolaï Nikolaïevitch
- Mirotvortsev, Sergueï Romanovitch
- Novov, A. C.
- Jean-Victor Poncelet, y fut retenu prisonnier
- Pypine, Alexandre Nikolaïevitch
- Semionov, Nikolaï Nikolaïevitch (lauréat du prix Nobel de chimie)
- Simanovskiï, Nikolaï Petrovitch
- Stoudentsov, Viktor Nikolaïevitch
- Tsitsine, N. V.
- Tchelintsev, Vladimir Vassilïevitch
- Tcheliev, E. G.
- Chekhourdine, Alexeï Pavlovitch
- Yablotchkov, Pavel Nikolaïevitch

### Artistes

#### Acteurs
- Aliona Apina
- Andreïev, Boris Fïodorovitch
- Babotchkine, Boris Andreïevitch
- Katchalov, Vassili Ivanovitch
- Kissieliov, Youri Petrovitch
- Konkine, Vladimir Alexeïevitch
- Krylov, Evgeni Evgenievitch
- Lebedev, Evgeni Alexeïevitch
- Mironov, Evgeni Vitalievitch
- Mikhaïlov, Alexandre Yakovlievitch
- Raush, Irma Yakovlevna
- Rouslanova, Lidia Andreïevna
- Slonov, Ivan Artemievitch
- Smetannikov, Léonid Anatolievitch
- Sobinov, Léonid Vitalievitch
- Soukhostav, Natalia Yossofovna
- Tabakov, Oleg Pavlovitch
- Todorovski, Piotr Efimovitch
- Filippov, Sergueï Nikolaïevitch
- Chimanskaïa, Marina Metchislovovna
- Yankovski, Oleg Ivanovitch

#### Écrivains, poètes
- Beck, Alexandre Alfredovitch
- Mikhaïl Boulgakov
- Lev Kassil
- Palkine, Nikolaï Egorovitch
- Boris Sergueïevitch Glagoline
- Alexandre Radichtchev
- Constantin Simonov
- Alexis Nikolaïevitch Tolstoï
- Fedine, Constantin Alexandrevitch
- Nikolaï Tchernychevski
- Gavril Derjavine
- Victor Remizov

#### Peintres
- Bogolioubov, Alexeï Petrovitch
- Borissov-Moussatov, Viktor Elpindiforovitch
- Mikhail Vroubel
- Dmitriev, Oleg Alexeïevitch
- Kouznetsov, Pavel Varfolomeïevitch
- Kouzma Petrov-Vodkine

#### Autres
- Artissievitch, Vera Alexandrovna
- Julia Gomelskaïa, compositrice
- Gorizontov, Ivan Porfilievitch
- Zass, Alexandre Ivanovitch
- Lanzberg, Vladimir Issaakovitch
- Moukhina-Petrinskaïa, Valentina Mikhaïlovna
- Müfke, Karl Ludwigovitch
- Nekrassova, Zinaïda Nikolaïevna
- Popov, Youri Lazarevitch
- Pouchkov, Venedikt Venediktovitch
- Chevyriov, Stepan Petrovitch
- Alfred Schnittke
- Yankovski, Vladimir Viktorovitch
- Anton Zaslavski

### Militaires
- Youri Gagarine
- Gromov, Boris Vsevolodovitch
- Zassekine, Grigoriï Ossipovitch
- Klotchkov-Diev, Vassiliï Georgiïevitch
- Panfilov, Ivan Vassilïevitch
- Marina Raskova
- Gennadi Sarafanov
- Talalikhine, Viktor Vassilïevitch

### Religieux
- Ambartsoumov, Vladimir de Moscou

## Sources
- (ru) Cet article est partiellement ou en totalité issu de l’article de Wikipédia en russe intitulé « Саратов » (voir la liste des auteurs).
- (ru) Site de Saratov